# 国立艺术学院 (巴基斯坦)

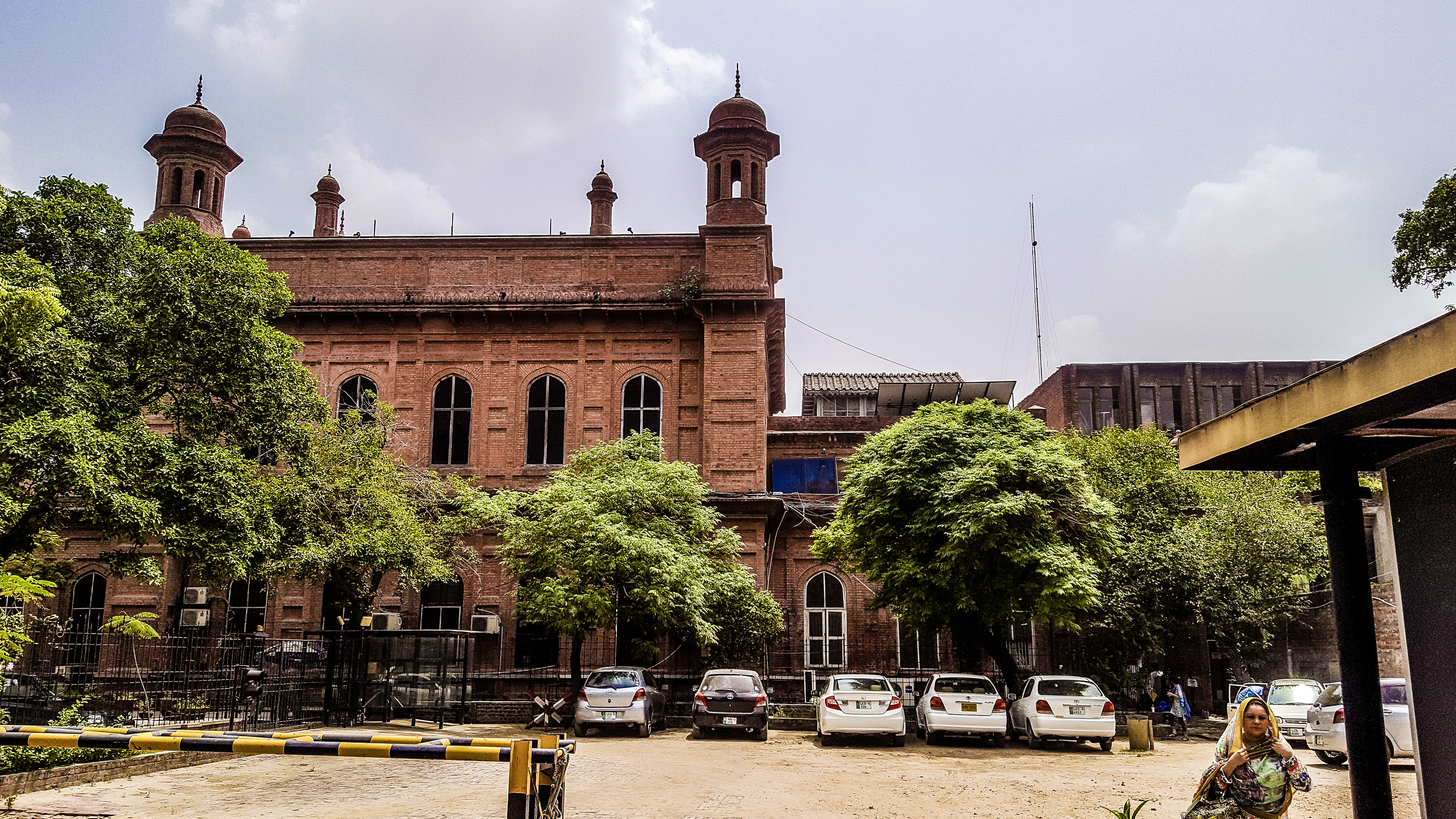
国立艺术学院

国立艺术学院（简称NCA），位于巴基斯坦旁遮普省拉合尔的一所公立艺术学校。国立艺术学院是巴基斯坦创建最早、南亚第二早的艺术学校。2016年，该院被列为巴基斯坦最顶尖的艺术及设计学院。
国立艺术学院有美术、电视设计、电影设计、音乐和建筑五个系，有超过800名学生。该学院与新南威尔士大学艺术设计系、法国国立高等美术学院、古巴高等艺术学院有教师和学生交流项目。该学院还设有联合国教育、科学及文化组织建筑学教席。

## 历史

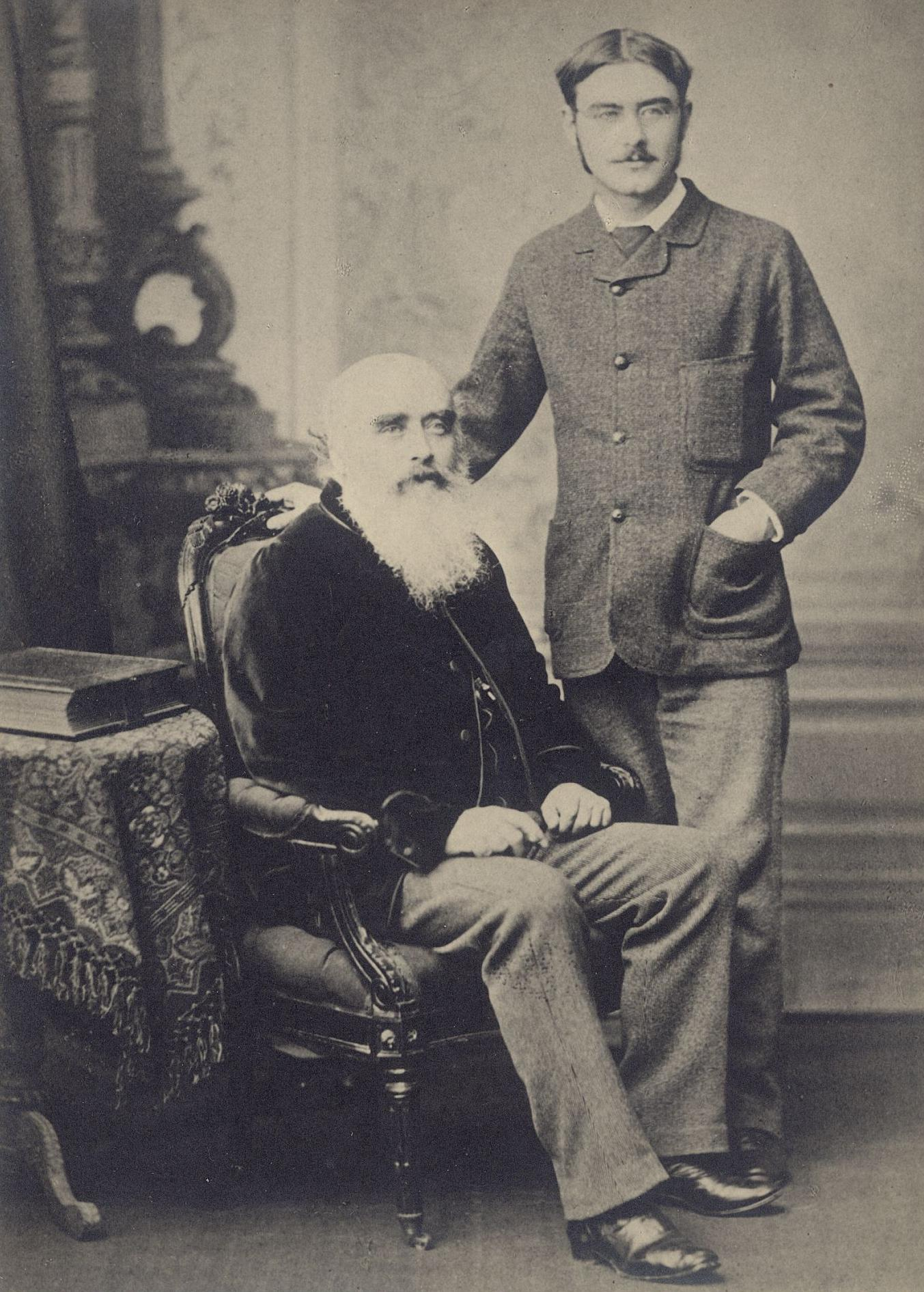
首任校长约翰·洛克伍德·吉卜林与他的儿子魯德亞德·吉卜林

国立艺术学院创建于1875年，原称梅奥工业艺术学院（Mayo School of Industrial Arts），是英国王室为应对艺术与工艺运动而在英属印度设立的艺术院校之一。原校名“梅奥工业艺术学院”是为了纪念在1875年被暗杀的印度总督第六代梅奥伯爵理查德·伯克。该学院的首任校长是约翰·洛克伍德·吉卜林，他在同一年也被任命为拉合尔博物馆的首任馆长。1958年，该校改名为“国立艺术学院”。作为巴基斯坦首屈一指的艺术院校，该校在1960年代从工业部改属教育部。

## 历任校长
| 任期          | 校长                 | 备注                  | 来源   |
| ------------- | -------------------- | --------------------- | ------ |
| 1870年-1890年 | 约翰·洛克伍德·吉卜林 |                       |        |
| 1890年-1897年 | W·F·H·安德鲁斯       |                       |        |
| 1897年-1909年 | 珀西·布朗            |                       |        |
| 1903年-1913年 | 巴伊拉姆·辛格        |                       | [ 9 ]  |
| 1913年-1939年 | 休·莱昂内尔·希思     |                       | [ 10 ] |
| 1929年-1942年 | S·N·古普塔           |                       |        |
| 1942年-1947年 | 缅·穆罕默德·侯赛因   |                       |        |
| 1947年-1953年 | 吴拉姆·纳比·马利克   |                       |        |
| 1954年-1956年 | 西德尼·斯佩丁        |                       |        |
| 1958年-1961年 | M·R·斯邦博格         |                       |        |
| 1949年-1965年 | 穆罕默德·卡齐·拉菲克 |                       |        |
| 1961年-1974年 | 沙基尔·阿里          |                       |        |
| 1975年-1976年 | 凯利德·伊克巴尔      |                       |        |
| 1976年-1983年 | 伊克巴尔·哈桑        |                       |        |
| 1984年-1990年 | 阿巴西· 奥贝迪       |                       |        |
| 1990年-1994年 | 萨伊达·海德尔        |                       |        |
| 1995年-1999年 | 萨利马·哈什米        |                       |        |
| 1999年-2007年 | 萨伊达·海德尔        |                       |        |
| 2007年-2010年 | 纳兹许·阿塔·乌拉     |                       |        |
| 2010年-2013年 | 不適用               | 福齐亚·库雷希人等代理 |        |
| 2013年至今    | 穆尔塔扎·加法里      |                       |        |